# Gilbert Licudi
Gilbert Licudi és un barrister i diputat de Gibraltar, membre del Partit Socialista Laborista de Gibraltar (GSLP). Està casat i té dos fills.

## Biografia
Licudi va estudiar a la Bayside Comprehensive School, on va ser contemporani de Peter Montegriffo i Dominique Searle. Però va deixar l'escola als 17 anys i començar a treballar per Blands i GB Airways. Després de casar-se, es va traslladar el 1979 amb la seva dona a Anglaterra, on va treballar per a l'aerolínia russa Aeroflot a Heathrow.
El 1981 Licudi i esposa van tornar a Gibraltar, on ell va ser contractat pel Castle Marketing Group, de Joe Holliday. En aquest moment també es va afiliar al GSLP, i després de les eleccions de 1984, va ser convidat a incorporar-se a l'executiva del partit. En aquesta època també va començar a escriure una columna setmanal en «The People».
Als 28 anys, era membre de l'executiva del partit quan va decidir allunyar-se de Gibraltar i estudiar dret a Chelmsford, East Anglia. Va concloure els seus estudis a Londres, a l'Inns of Court Law School i va ser admès com barrister el 1992, a Londres i a Gibraltar.
Licudi ha fet carrera a la firma d'advocats Hassans International Law Firm on va treballar amb Peter Montegriffo. En aquest moment, va tornar a la política, disposat a portar la seva experiència de resolució de conflictes en favor dels canvis polítics que creia necessaris sobre Gibraltar.
El 2007, Licudi es va presentar com a candidat del GSLP a les eleccions generals. Va ser nomenat ministre a l'ombra per al Treball, Trànsit, Joventut i Esport. L'abril de 2011, quan Fabian Picardo es va convertir en líder del GSLP (i de l'oposició), Licudi va ser nomenat ministre d'Educació, Serveis Financers i Transport, i les àrees de Joventut i Esports van ser transferides a Steven Linares.
Amb la victòria del GSLP a les eleccions generals de 2011, Licudi va ser nomenat ministre d'Educació, Serveis Financers, Joc, Telecomunicacions i Justícia.